# Cymru Premier (2024/2025)
Cymru Premier 2024/2025 (znana jako  JD Cymru Premier ze względów sponsorskich) była 33. edycją najwyższej klasy rozgrywkowej piłki nożnej w Walii.
Brało w niej udział 12 drużyn, które w okresie od 9 sierpnia 2024 do 19 kwietnia 2025 rozegrały w dwóch rundach 32 kolejki meczów.
Tytuł mistrzowski obroniła drużyna The New Saints zdobywając czwarty tytuł z rzędu, a siedemnasty w swojej historii.

## Format rozgrywek
Rozgrywki składają się z trzech faz. W pierwszej fazie drużyny grają ze sobą dwukrotnie, raz u siebie i raz na wyjeździe. W drugiej fazie Cymru Premier podzieli się na dwie konferencje, sześć najlepszych drużyn stworzy Championship Conference, pozostałe PlayOff Conference. W ramach tych grup kluby ponownie zmierzą się ze sobą dwukrotnie. Wszystkie punkty zebrane przez zespoły w pierwszej fazie są przenoszone do drugiej fazy.
Drużyna, która zajmie pierwsze miejsce w Championship Conference zostanie ogłoszona mistrzem Cymru Premier i zakwalifikuje się do I rundy kwalifikacyjnej Ligi Mistrzów UEFA w następnym sezonie.
W trzeciej fazie zespoły z miejsc 2-7 wezmą udział w barażach o trzecie miejsce w pierwszej rundzie kwalifikacyjnej Conference League. Oznacza to zmianę w stosunku do poprzedniego formatu, w którym w play-offach mogły brać udział tylko zespoły z miejsc 3-7. Jednak ze względu na utratę przez ligę miejsca w Conference League z powodu niskiego współczynnika, format został zmieniony, aby uwzględnić zespół z 2. miejsca. Zespoły, które zajmą 2. i 3. miejsce, otrzymają wolny los w ćwierćfinale play-off.
W przypadku, gdy mistrzowie ligi wygrają również Puchar Walii, wówczas zespół z 2. miejsca automatycznie zakwalifikuje się do rozgrywek pucharowych, a zespół z 3. miejsca zagra w finale play-off.
W przypadku zdobycia pocharu przez zespół z miejsc 2-7 miejsce w finale otrzyma najwyżej sklasyfikowany zespół. Kluby, które zajmą ostatnie dwa miejsca na koniec sezonu, spadają z ligi.

## Skład ligi w sezonie 2024/25
| Uczestnicy poprzedniej edycji | Uczestnicy poprzedniej edycji   | Uczestnicy poprzedniej edycji | Uczestnicy poprzedniej edycji |
| --- | ------------------------------- | ----------------------------- | ----------------------------- |
| TNS | The New Saints F.C.             | Oswestry                      | 1                             |
| CQN | Connah’s Quay Nomads F.C.       | Connah’s Quay                 | 2                             |
| BAL | Bala Town                       | Bala                          | 3                             |
| NTW | Newtown A.F.C.                  | Newtown                       | 4                             |
| CAE | Caernarfon Town                 | Caernarfon                    | 5                             |
| CMU | Cardiff Metropolitan University | Cardiff                       | 6                             |
| PYB | Pen-y-Bont                      | Bridgend                      | 7                             |
| HAV | Haverfordwest County            | Haverfordwest                 | 8                             |
| BAR | Barry Town United               | Barry                         | 9                             |
| ABE | Aberystwyth Town F.C.           | Aberystwyth                   | 10                            |
| Awans z Cymru North |                                 |                               |                               |
| FTU | Flint Town United F.C.          | Flint                         | 1                             |
| Awans z Cymru South |                                 |                               |                               |
| BFL | Briton Ferry Llansawel          | Briton Ferry                  | 1                             |
| Oznaczenia: - kolumna pierwsza – skróty nazw drużyn, - kolumna trzecia – siedziba klubu, - kolumna czwarta – miejsce zajęte w poprzednim sezonie. |                                 |                               |                               |

## Runda zasadnicza
| Lp. | Drużyna                         | M  | Z  | R  | P  | B+ | B– | +/– | Pkt | Kwalifikacja            |  | TNS | PYB | HAV | CAE | BAL | CMU | BAR | CQN | BFL | FTU | NEW | ABE |
| --- | ------------------------------- | -- | -- | -- | -- | -- | -- | --- | --- | ----------------------- |  | --- | --- | --- | --- | --- | --- | --- | --- | --- | --- | --- | --- |
| 1   | The New Saints                  | 22 | 17 | 0  | 5  | 61 | 26 | +35 | 51  | Championship Conference |  |     | 3–2 | 2–1 | 1–2 | 2–3 | 3–0 | 4–0 | 2–1 | 5–2 | 5–0 | 2–1 | 2–0 |
| 2   | Pen-y-Bont                      | 22 | 15 | 5  | 2  | 42 | 16 | +26 | 50  | Championship Conference |  | 2–1 |     | 1–1 | 2–0 | 1–1 | 2–2 | 4–1 | 1–0 | 0–1 | 3–1 | 0–0 | 5–1 |
| 3   | Haverfordwest County            | 22 | 11 | 7  | 4  | 29 | 11 | +18 | 40  | Championship Conference |  | 0–1 | 0–0 |     | 0–0 | 0–0 | 1–0 | 1–1 | 0–0 | 5–1 | 4–1 | 3–0 | 1–0 |
| 4   | Caernarfon Town                 | 22 | 10 | 4  | 8  | 35 | 35 | 0   | 34  | Championship Conference |  | 2–5 | 1–5 | 1–2 |     | 0–0 | 1–2 | 3–2 | 3–1 | 3–2 | 3–0 | 1–2 | 1–4 |
| 5   | Bala Town                       | 22 | 7  | 11 | 4  | 28 | 21 | +7  | 32  | Championship Conference |  | 1–0 | 1–2 | 0–2 | 0–2 |     | 0–1 | 3–1 | 0–0 | 2–0 | 2–0 | 2–2 | 3–0 |
| 6   | Cardiff Metropolitan University | 22 | 9  | 5  | 8  | 32 | 29 | +3  | 32  | Championship Conference |  | 0–2 | 1–1 | 0–0 | 1–2 | 3–3 |     | 1–1 | 2–1 | 1–3 | 2–0 | 2–1 | 3–0 |
| 7   | Barry Town United               | 22 | 8  | 6  | 8  | 32 | 38 | −6  | 30  | PlayOff Conference      |  | 1–4 | 1–2 | 1–1 | 1–1 | 1–1 | 2–1 |     | 3–2 | 3–1 | 3–2 | 1–2 | 1–0 |
| 8   | Connah’s Quay Nomads            | 22 | 7  | 5  | 10 | 32 | 26 | +6  | 26  | PlayOff Conference      |  | 1–2 | 0–1 | 0–1 | 1–1 | 0–2 | 1–0 | 1–2 |     | 2–1 | 7–2 | 1–1 | 3–0 |
| 9   | Briton Ferry Llansawel          | 22 | 6  | 3  | 13 | 31 | 45 | −14 | 21  | PlayOff Conference      |  | 3–1 | 0–2 | 1–2 | 0–1 | 2–2 | 1–5 | 0–0 | 1–5 |     | 1–1 | 2–1 | 4–0 |
| 10  | Flint Town United               | 22 | 6  | 2  | 14 | 27 | 47 | −20 | 20  | PlayOff Conference      |  | 1–4 | 0–1 | 1–0 | 1–2 | 2–2 | 1–2 | 1–2 | 0–1 | 2–1 |     | 2–0 | 3–0 |
| 11  | Newtown                         | 22 | 5  | 4  | 13 | 24 | 46 | −22 | 19  | PlayOff Conference      |  | 1–6 | 1–2 | 0–2 | 0–4 | 0–0 | 2–1 | 2–4 | 0–3 | 1–0 | 2–4 |     | 4–1 |
| 12  | Aberystwyth Town                | 22 | 4  | 2  | 16 | 18 | 51 | −33 | 14  | PlayOff Conference      |  | 2–4 | 0–3 | 0–3 | 3–1 | 0–0 | 1–2 | 1–0 | 1–1 | 1–6 | 0–2 | 3–1 |     |

## Runda finałowa
| Championship Conference |                                     |    |    |    |    |    |    |     |    |                                                |     |     |     |     |     |     |     |     |     |     |     |     |     |
| 1                       | The New Saints (M, P)               | 32 | 26 | 0  | 6  | 89 | 31 | +58 | 78 | Liga Mistrzów UEFA • I runda kwalifikacyjna    |     |     | 4–0 | 5–1 | 2–0 | 3–1 | 2–1 |     |     |     |     |     |     |
| 2                       | Pen-y-Bont                          | 32 | 19 | 7  | 6  | 56 | 32 | +24 | 64 | Liga Konferencji UEFA • I runda kwalifikacyjna |     | 1–0 |     | 0–0 | 3–1 | 0–0 | 3–2 |     |     |     |     |     |     |
| 3                       | Haverfordwest County (B, O)         | 32 | 13 | 12 | 7  | 39 | 26 | +13 | 51 | Liga Konferencji UEFA • I runda kwalifikacyjna |     | 1–3 | 1–2 |     | 1–1 | 1–0 | 3–2 |     |     |     |     |     |     |
| 4                       | Caernarfon Town (B)                 | 32 | 14 | 6  | 12 | 53 | 51 | +2  | 48 |                                                |     | 0–1 | 3–2 | 1–1 |     | 2–1 | 5–0 |     |     |     |     |     |     |
| 5                       | Cardiff Metropolitan University (B) | 32 | 12 | 8  | 12 | 43 | 46 | −3  | 44 |                                                | 0–6 | 2–1 | 1–1 | 4–2 |     | 2–1 |     |     |     |     |     |     |     |
| 6                       | Bala Town (B)                       | 32 | 8  | 13 | 11 | 38 | 43 | −5  | 37 |                                                | 0–2 | 3–2 | 0–0 | 1–3 | 0–0 |     |     |     |     |     |     |     |     |
| PlayOff Conference      |                                     |    |    |    |    |    |    |     |    |                                                |     |     |     |     |     |     |     |     |     |     |     |     |     |
| 7                       | Barry Town United (B)               | 32 | 15 | 7  | 10 | 55 | 51 | +4  | 52 |                                                |     |     |     |     |     |     |     |     | 0–2 | 3–1 | 5–0 | 2–1 | 2–1 |
| 8                       | Connah’s Quay Nomads                | 32 | 12 | 6  | 14 | 47 | 35 | +12 | 42 |                                                |     |     |     |     |     |     |     | 0–2 |     | 4–0 | 0–1 | 1–0 | 3–0 |
| 9                       | Flint Town United                   | 32 | 13 | 3  | 16 | 48 | 62 | −14 | 42 |                                                |     |     |     |     |     |     | 3–2 | 2–1 |     | 3–1 | 4–0 | 2–0 |     |
| 10                      | Briton Ferry Llansawel              | 32 | 9  | 5  | 18 | 46 | 65 | −19 | 32 |                                                |     |     |     |     |     |     | 3–4 | 1–0 | 1–2 |     | 1–1 | 2–3 |     |
| 11                      | Newtown (S)                         | 32 | 6  | 8  | 18 | 36 | 65 | −29 | 26 | Spadek do Cymru North                          |     |     |     |     |     |     |     | 1–1 | 2–3 | 2–2 | 2–2 |     | 2–3 |
| 12                      | Aberystwyth Town (S)                | 32 | 6  | 3  | 23 | 28 | 71 | −43 | 21 | Spadek do Cymru North                          |     |     |     |     |     |     |     | 1–2 | 1–1 | 1–2 | 0–1 | 0–1 |     |

## European Playoffs
Haverfordwest County wygrał 3-1 z Caernarfon Town finał baraży o miejsce w Lidze Konferencji na rok 2025/2026.
|  |             |                                 |             |                                 |                      |          |                 |          |                 |   |       |       |       |
|  | Ćwierćfinał | Ćwierćfinał                     | Ćwierćfinał |                                 |                      | Półfinał | Półfinał        | Półfinał |                 |   | Finał | Finał | Finał |
|  | Ćwierćfinał | Ćwierćfinał                     | Ćwierćfinał |                                 |                      | Półfinał | Półfinał        | Półfinał |                 |   | Finał | Finał | Finał |
|  |             |                                 |             |                                 |                      |          |                 |          |                 |   |       |       |       |
|  |             |                                 |             |                                 |                      |          |                 |          |                 |   |       |       |       |
|  | 4           | Caernarfon Town                 | 5           | 3                               | Haverfordwest County | 3        |                 |          |                 |   |       |       |       |
|  | 4           | Caernarfon Town                 | 5           | 3                               | Haverfordwest County | 3        |                 |          |                 |   |       |       |       |
|  | 7           | Barry Town United               | 2           |                                 |                      |          |                 | 4        | Caernarfon Town | 1 |       |       |       |
|  | 7           | Barry Town United               | 2           |                                 |                      | 4        | Caernarfon Town | 4        | Caernarfon Town | 1 | 0 (4) |       |       |
|  |             |                                 |             |                                 |                      | 4        | Caernarfon Town |          |                 |   |       |       |       |
|  |             |                                 | 5           | Cardiff Metropolitan University | 0 (2)                |          |                 |          |                 |   |       |       |       |
|  | 5           | Cardiff Metropolitan University | 5           | Cardiff Metropolitan University | 0 (2)                | 1        |                 |          |                 |   |       |       |       |
|  | 5           | Cardiff Metropolitan University |             |                                 |                      |          |                 |          |                 |   |       |       |       |
|  | 6           | Bala Town                       | 0           |                                 |                      |          |                 |          |                 |   |       |       |       |
|  | 6           | Bala Town                       | 0           |                                 |                      |          |                 |          |                 |   |       |       |       |

### Ćwierćfinał
| 26 kwietnia 2025 | Caernarfon Town                                        | 5:2   | Barry Town United                      |                                                             |
| 13:15 CEST       | Louis Lloyd 23', 45+2', 58' (k), 73' · Adam Davies 46' | (2:1) | 6' Eliot Richards · 86' Kayne McLaggon | The Oval (Caernarfon) Widzów: 834 Sędzia: John Andrew Jones |

| 26 kwietnia 2025 | Cardiff Metropolitan University | 1:0   | Bala Town |                                                                     |
| 15:30 CEST       | Ryan Reynolds 90+3'             | (0:0) |           | Cyncoed Campus Stadium, Cyncoed Widzów: 291 Sędzia: Aaron Wyn Jones |

### Półfinał
| 11 maja 2025 | Caernarfon Town                                        | 0:0 (pd. k. 4:2)        | Cardiff Metropolitan University                      |                                                       |
| 18:10 CEST   |                                                        | (0:0, 0:0, 0:0, k. 4:2) |                                                      | The Oval (Caernarfon) Widzów: 1568 Sędzia: Ryan Kenny |
| 18:10 CEST   | · Louis Lloyd · Josh Lock · Morgan Owen · Jake Canavan | Rzuty karne             | · Jack Veale · Lewis Rees · Eliot Evans · Matt Chubb | The Oval (Caernarfon) Widzów: 1568 Sędzia: Ryan Kenny |

### Finał
| 18 maja 2025 | Haverfordwest County                    | 3:1   | Caernarfon Town   |                                                                              |
| 18:10 CEST   | Ben Ahmun 17', 85' · Daniel Hawkins 32' | (2:0) | 90+3' Louis Lloyd | Bridge Meadow Stadium, Haverfordwest Widzów: 1717 Sędzia: Bryn Markham-Jones |

Źródło: .

## Lista strzelców
| Bramki | Strzelcy                   | Drużyna              |
| ------ | -------------------------- | -------------------- |
| 17     | Louis Lloyd                | Caernarfon Town      |
| 16     | James William Thomas Crole | Pen-y-Bont           |
| 15     | Rhys Hughes                | Connah’s Quay Nomads |
| 15     | Ollie Hulbert              | Barry Town United    |
| 13     | Aramide Oteh               | The New Saints       |
| 12     | Benjamin Ahmun             | Haverfordwest County |
| 11     | Elliott Reeves             | Flint Town United    |
| 10     | Zack Clarke                | Caernarfon Town      |
| 10     | Jason Matthew Oswell       | Newtown              |
| 10     | Aaron Williams             | Newtown              |
| 10     | Jordan Williams            | The New Saints       |

Źródło:

## Trenerzy, kapitanowie i sponsorzy
| Drużyna                         | Trener                | Kapitan        | Sponsor techniczny | Sponsor strategiczny            |
| ------------------------------- | --------------------- | -------------- | ------------------ | ------------------------------- |
| Aberystwyth Town                | Antonio Corbisiero    | Jack Thorn     | Acerbis            | Uniwersytet w Aberystwyth       |
| Bala Town                       | Colin Caton           | Nathan Peate   | Macron             | Aykroyd’s                       |
| Barry Town United               | Andy Legg             | Kayne McLaggon | Macron             | RIM Motors                      |
| Briton Ferry Llansawel          | Andy Dyer             | Alex Gammond   | Macron             | Woodpekcer Garden Buildings     |
| Caernarfon Town                 | Richard Davies (tym.) | Darren Thomas  | Erreà              | Gofal Bro Cyf                   |
| Cardiff Metropolitan University | Ryan Jenkins          | Alex Lang      | Erreà              | Cardiff Metropolitan University |
| Connah’s Quay Nomads            |                       | John Disney    | Adidas             | Castle Green Homes              |
| Flint Town United               | Lee Fowler            | Harry Owen     | Macron             | Essity                          |
| Haverfordwest County            | Tony Pennock          | Dylan Rees     | Macron             | Clegg Gifford / The Athletic    |
| Newtown                         | Nathan Leonard        | Shane Sutton   | Erreà              | Control Techniques              |
| Pen-y-Bont                      | Rhys Griffiths        | Kane Owen      | Macron             | Nathaniel House of Cars         |
| The New Saints                  | Craig Harrison        | Daniel Redmond | Macron             | SiFi Networks                   |

### Zmiany trenerów
| Klub                 | Były trener      | Powód            | Data odejścia | Nowy trener        | Data zatrudnienia | Źródło        |
| -------------------- | ---------------- | ---------------- | ------------- | ------------------ | ----------------- | ------------- |
| Przed sezonem        |                  |                  |               |                    |                   |               |
|                      |                  |                  |               |                    |                   |               |
| W trakcie sezonu     |                  |                  |               |                    |                   |               |
| Connah’s Quay Nomads | Neil Gibson      | Rezygnacja       | 2024-08-13    | Billy Paynter      | 2024-08-24        | [ 20 ] [ 21 ] |
| Aberystwyth Town     | Anthony Williams | Rezygnacja       | 2024-10-08    | Antonio Corbisiero | 2024-11-12        | [ 22 ] [ 23 ] |
| Newtown              | Scott Ruscoe     | Zwolniony        | 2024-11-05    | Callum McKenzie    | 2024-11-22        | [ 24 ] [ 25 ] |
| Barry Town United    | Steve Jenkins    | Restrukturyzacja | 2024-01-31    | Andy Legg          | 2025-01-31        | [ 26 ]        |
| Newtown              | Callum McKenzie  | Zwolniony        | 2025-04-08    | Nathan Leonard     | 2025-05-03        | [ 27 ] [ 28 ] |
| Connah’s Quay Nomads | Billy Paynter    | Zwolniony        | 2025-04-13    |                    |                   | [ 29 ]        |

## Stadiony
| Aberystwyth Town |
| ---------------- |
| Park Avenue      |
| Pojemność: 2 502 |
|                  |

| Bala Town        |
| ---------------- |
| Maes Tegid       |
| Pojemność: 1 500 |
|                  |

| Barry Town United   |
| ------------------- |
| Jenner Park Stadium |
| Pojemność: 2 475    |
|                     |

| Briton Ferry Llansawel |
| ---------------------- |
| Old Road               |
| Pojemność: 2 300       |
|                        |

| Caernarfon Town  |
| ---------------- |
| The Oval         |
| Pojemność: 3 000 |
|                  |

| Cardiff Metropolitan University |
| ------------------------------- |
| Cyncoed Campus                  |
| Pojemność: 1 500                |
|                                 |

| Connah’s Quay Nomads Flint Town United |
| -------------------------------------- |
| Cae-y-Castell                          |
| Pojemność: 1 690                       |
|                                        |

| Haverfordwest County  |
| --------------------- |
| Bridge Meadow Stadium |
| Pojemność: 2 100      |
|                       |

| Newtown          |
| ---------------- |
| Latham Park      |
| Pojemność: 5 000 |
|                  |

| Pen-y-Bont        |
| ----------------- |
| SDM Glass Stadium |
| Pojemność: 1 500  |
|                   |

| The New Saints   |
| ---------------- |
| Park Hall        |
| Pojemność: 2 034 |
|                  |

Źródło: